# Patrick Breen
Joseph Patrick Breen (Brooklyn (New York), 26 oktober 1960) is een Amerikaans acteur, filmregisseur en scenarioschrijver.

## Biografie
Breen begon met acteren in het theater, hij maakte in 1983 zijn debuut op Broadway met het toneelstuk Brighton Beach Memoirs. Hierna speelde hij in 1985 in de musical Big River, in 2010 speelde hij in het toneelstuk Next Fall en in 2011 speelde hij in het toneelstuk The Normal Heart.
Breen begon in 1986 met acteren voor televisie in de televisieserie Spenser: For Hire. Hierna heeft hij nog meerdere rollen gespeeld in televisieseries en films zoals Get Shorty (1995), Men in Black (1997), Galaxy Quest (1999), Law & Order (1996-2004), Kevin Hill (2004-2005) en The Good Wife (2010-2011).
Breen is ook actief als filmregisseur en scenarioschrijver, als filmregisseur heeft hij acht afleveringen van de televisieserie Whole Day Down geregisseerd en acht afleveringen geschreven. Als scenarioschrijver heeft hij ook de film East of A, Phinehas en Call of the Wyllie geschreven.

## Filmografie[3]

### Films
Uitgezonderd korte films.
- 2021 The Spine of Night - als Doa
- 2020 Milkwater - als Roger
- 2019 The Assistant - als Roy
- 2017 After Louie - als Jeffrey
- 2014 A Most Violent Year - als instructeur
- 2014 Draft Day - als Bill Zotti
- 2011 The Bleeding House – als Nick
- 2011 The Council of Dads – als Jerry Klein
- 2010 Rio Sex Comedy – als Frank
- 2010 Space Chimps 2: Zartog Strike Back – als Dr. Bob (animatiefilm)
- 2009 Cirque du Freak: The Vampire's Assistant – als Mr. Kersey
- 2009 Captain Cook's Extraordinary Atlas – als Phinneas Malloy Sr.
- 2008 Space Chimps – als Dr. Bob (animatiefilm)
- 2007 The Neighbor – als Clint
- 2004 Christmas with the Kranks – als Aubie
- 2003 Radio – als Tucker
- 2002 Just a Kiss – als Peter
- 2002 Stark Raving Mad – als Jeffrey Jay
- 2000 East of A – als Peter Parker
- 1999 Galaxy Quest – als Quellek
- 1999 Just the Ticket – als Vinnie
- 1999 Advice from a Caterpillar – als jager
- 1998 One True Thing – als G.A. Thing
- 1997 Men in Black – als Mr. Redgick
- 1997 Beverly Hills Ninja – als receptie medewerker
- 1997 Colin Fitz – als Gnu Fan
- 1995 Get Shorty – als dokter
- 1995 Sweet Nothing – als Greg
- 1993 For Love or Money – als Gary Taubin
- 1992 Passed Away – als pastoor Hallahan
- 1992 Fool's Fire – als Vsquez
- 1990 Nobody's Perfect – als Andy
- 1989 Day One – als Richard Feynman

### Televisieseries
Uitgezonderd eenmalige gastrollen.
- 2021 - 2022 Bull - als AUSA Reilly - 2 afl.
- 2021 The Bite - als agent Kermit Rimland - 2 afl.
- 2021 The Blacklist - als congreslid Russell Friedenberg - 2 afl.
- 2017 - 2019 A Series of Unfortunate Events - als Larry - 10 afl.
- 2016 BrainDead - als Cole Stockwell - 3 afl.
- 2010 – 2016 The Good Wife – als Terence Hicks – 3 afl.
- 2015 Show Me a Hero - als Paul W. Pickelle - 3 afl.
- 2011 - 2015 Whole Day Down - als Patrick - 11 afl.
- 2014 - 2015 Madam Secretary - als Andrew Munsey - 10 afl.
- 2014 Royal Pains - als Therapeut Bob - 6 afl.
- 2008 Eli Stone – als Paul Sweren – 3 afl.
- 2006 – 2007 Boston Legal – als Otto Beedle – 3 afl.
- 2004 – 2005 Kevin Hill – als George Weiss – 22 afl.
- 2003 – 2004 Joan of Arcadia – als Sammy – 3 afl.
- 2003 – 2004 Rock Me, Baby – als Richard Crandall – 5 afl.
- 1996 – 2004 Law & Order – als Kevin Hobart / Andrew Gellis – 3 afl.
- 2001 Jack & Jill – als Ken – 2 afl.
- 1999 Oz – als Robbie Gerth – 2 afl.
- 1998 Party of Five – als Kevin Quoss – 2 afl.
- 1995 – 1996 Simon – als Mitch Lowen – 10 afl.
- 1993 Big Wave Dave's – als Richie Lamonica – 6 afl.
- 1993 Melrose Place – als Cameron – 3 afl.
- 1991 Sunday Dinner – als Kenneth Benedict - 6 afl.
- 1988 Just in Time – als Nick Thompson – 6 afl.
- 1987 Gimme a Break! – als Keith Dudley – 2 afl.

- Biblioteca Nacional de España: XX4984321
- International Standard Name Identifier: 0000 0000 8090 9847
- Library of Congress Control Number: no2006022124
- Virtual International Authority File: 12054563
- WorldCat: E39PBJpDWfdgYPwgpjXcx8b8G3